# بیراه
بیراه (به فرانسه: À rebours) رمانی است از ژوریس کارل هویسمانس نویسنده فرانسوی که برای اولین با در سال ۱۸۸۴ منتشر شد.

## در مورد کتاب
کتاب‌هایی هستند که بیش از نویسنده‌شان در قلمرو ادبیات حائز اهمیت اند، و رمان «بیراه» از آنجمله‌است. منتقدان، بحق، این رمان را انجیل یا کتاب دعای پیروان «مکتب انحطاط» نامیده‌اند، زیرا تمامی ویژگی‌های این جریان فکری به بارزترین شکل در شخصیت د. اسنت، تنها پرسوناژ این رمان، تجلی یافته‌است: دلزدگی نسبت به جامعه صنعتی، رخوت و درماندگی چاره ناپذیر، روان نژندی مسموم و شریرانه خاص پایان سده نوزدهم. هویسمانس نه فقط تمامی این خصوصیات را در وجود داسنت جاویدان ساخته، بلکه قهرمانی آفریده که در آن واحد هم گروتسک است و هم رقت‌انگیز. این اشرافزاده منزجر از جامعه و بشریت، که می‌خواهد «خلاف جریان» عادی زندگی شنا کند و می‌کوشد در حسگرایی ظریف طبعانه بی‌قراری‌هایش را فرونشاند، و چون به بن‌بست می‌رسد، نجات خویش را در ایمان می‌جوید و رحمت‌الهی را طلب می‌کند، یکی از منقلب‌کننده‌ترین شخصیت‌های مشوش عالم ادبیات است، که بسیاری از دلهره‌ها و آشفتگی‌های روانی انسان مدرن را در بطن خویش دارد. استفان مالارمه یکی از مبهم‌ترین و مشهورترین اشعارش، «نثری برای د. اسنت» را با الهام از رمان «بیراه» نگاشت.

## ترجمه به فارسی
این کتاب در سال ۱۳۸۱ توسط کاوه میر عباسی به فارسی ترجمه شده‌است.

### قسمتی از ترجمه فارسی
غضبی شدید بر وجودش هجوم آورد که، همچون تندباد، تلاش‌هایش را برای رضا به قضا دادن و کوشش‌هایش را برای بی‌تفاوت ماندن می‌روفت. نمی‌توانست این حقیقت را از خود کتمان کند: دیگر چیزی نبود که به آن دل ببندد، هیچ چیز، همه چیز بر باد فنا رفته بود؛ بورژواها، مانند کسانی که به پیک نیک بروند بر ویرانه‌های شکوهمند کلیسا - تلی از آوار، که مشتی مردمان وقیح، با رفتار مستهجن و مزاح‌های قبیح حرمتش را زیر پا می‌گذاشتند - جمع می‌شدند، شکم چرانی می‌کردند و تا می‌توانستند تنقلات می‌خوردند، که گویی آنجا محل تفریح و تفرج باشد. آیا خداوند هولناک سفر آفرینش و مصلوب پریده رنگ جلجتا، حداقل یک بار دیگر، برای اثبات وجودشان، عزم نمی‌کردند که طوفان‌های زیر و زبرکننده را بر پا دارند، باران‌های آتشین را، که در گذشته شهرهای مستوجب عقوبت و بلاد فرورفته در تباهی را به ویرانی کشانده بودند، باز برافروزند؟ آیا این لجن همچنان جاری می‌شد و این جهان کهنه و پوسیده را، که بر آن جز بذرهای بیدادگری نمی‌روییدند و از آن جز خرمن رسوایی و روسیاهی درو نمی‌کردند، فرا می‌گرفت؟
غفلتاً، در باز شد؛ دور از او، در آستانه اتاق، مردانی را دید که کلاه سه گوش بر سر داشتند، گونه‌هایشان را دو تیغه اصلاح کرده بودند و ریش باریکی زیر لب‌هایشان به چشم می‌خورد، و صندوق‌ها و مبل‌ها را جابه‌جا می‌کردند؛ سپس، خدمتکار سالخورده، در حالیکه چند بسته کتاب را همراه می‌برد، در را پشت سرش بست.
د. اسنت، درمانده، خود را بر صندلی رها کرد. زیر لب گفت: «دو روز دیگر، در پاریس خواهم بود؛ بگذریم، همه چیز به خوبی و خوشی تمام شد؛ امواج میانمایگی بشری، مانند آبخیزی سترگ، تا آسمان بالا می‌روند و پناهگاهی را که، علی‌رغم میل باطنی ام، سیل گیرهایش را می‌گشایم، فرو می‌بلعند. وای بر من! شهامتم را باخته‌ام و قلبم دردمند است! - پروردگارا، بر این مسیحی دودل و مشکوک، بر این ناباور بی ایمان که اعتقاد راسخ و راستین را می‌جوید، بر این زندانی محکوم به اعمال شاقه حیات که، یکه و تنها، میان ظلمت، زیر آسمانی راه می‌سپارد که دیگر انوار تسلی بخش امید فرسوده بر آن پرتو نمی‌افکنند، رحمت بی پایانت را ارزانی دار!»